# Бобровка (аэродром)
Бобро́вка [официальное название — «Сама́ра (Бобровка)»] — военный аэродром в Кинельском районе Самарской области Российской Федерации. Расположен на окраине одноимённого села, в 25 км юго-восточнее города Самара.
В настоящее время как военный аэродром не используется, фактически являясь лишь спортивным аэродромом — с 2000 года на нём базируется Самарский областной аэроклуб ДОСААФ России.
Рядом с аэродромом расположен посёлок Октябрьский, входящий в состав сельского поселения Бобровка, ранее служивший военным городком для размещения военнослужащих из состава базировавшихся на аэродроме воинских частей, а также их семей.

## История
Аэродром существует с 1930-х годов. В годы Великой Отечественной войны являлся одним из аэродромов 1-й запасной авиабригады ВВС РККА.
В 1960—2010 годах на аэродроме размещались:
- 2179-я база резерва самолётов ВПВО (109 Су-15, 26 МиГ-23)[4] — расформирована в начале 1990-х годов;
- 683-й истребительный авиаполк ВПВО (самолёты МиГ-23П)[5] — расформирован в 1998 году;
- 237-я отдельная вертолётная эскадрилья ВВС (вертолёты Ми-24, Ми-8) — расформирована в 2010 году.

237-я отдельная вертолётная эскадрилья (войсковая часть № 34395) — вертолёты Ми-8 и Ми-24, была создана в 1998 году на основе расформированных 437-го и 95-го учебных вертолётных полков, базировавшихся в Озинки и Сердобске соответственно (последний базировался на аэродроме «Тащиловка», ныне расформированном, близ одноимённой железнодорожной станции). Изначально было сформировано два отряда (отряд Ми-8 и отряд Ми-24). В 2001 году в часть влилась 1-я эскадрилья (вертолёты Ми-24) из состава 793-го отдельного транспортно-боевого вертолётного полка (в/ч 62977), базировавшегося в районе села Кинель-Черкассы (базировался на одноимённом аэродроме, ныне заброшенном). Эскадрилья была переорганизована в звеньевую структуру (три звена Ми-24 и одно звено Ми-8). В 2010 году эскадрилья была расформирована, вертолёты переданы на другие аэродромы.